# Roos Schlikker
Roos Schlikker (Amsterdam, 28 maart 1975) is een Nederlands auteur en journalist.

## Loopbaan
Ze is dochter van makelaar Rien Schlikker en Emma Carstens. Vanwege de bipolaire stoornis van haar moeder, trok ze meer op met vader. 
Haar middelbare schoolopleiding deed ze aan het Barlaeus Gymnasium (1987-1993). Schlikker studeerde vervolgens Nederlandse taal- en letterkunde en communicatiewetenschappen aan de Universiteit van Amsterdam (1993-1997) Ze sloot de studie af met een postdoc aan de Hogeschool van Utrecht. Vanaf 1997 tot 2014 was ze freelance-journalist voor onder andere de Volkskrant, Het Parool en HP/De Tijd. In 2000 werkte ze korte tijd bij het tijdschrift FEM/De Week. In 2014 begon ze, voortkomend uit een weblog, aan een reeks wekelijkse columns in Het Parool, waarin ze onder meer over gezin en haar ouders schreef.
In 2008 verscheen haar eerste boek Het eerste miljoen is het moeilijkst. Daarna volgden regelmatig meer publicaties. Samen met schrijfster en columniste Malou Holshuijsen presenteert Schlikker sinds mei 2021 de podcast Dit komt nooit meer goed.

## Televisie
Ze was een regelmatig terugkerende gast in het televisieprogramma De Wereld Draait Door (daar werd een regelmatige gast een 'tafeldame' of 'tafelheer' genoemd) en in Vandaag Inside (totdat in april 2022 Johan Derksen grensoverschrijdend gedrag onthulde) en was in 2017 te zien in Wie is de Mol?, waar ze in aflevering drie afviel.
In 2021 was Schlikker kort presentatrice van De 5 Uur Show; de programmering werd afgebroken. In 2022 nam ze als kandidaat deel aan De Alleskunner VIPS op SBS6. In 2024 deed Schlikker samen met Jan Kooijman mee aan de Top 2000 Quiz.

## Bestseller 60
| Boeken met noteringen in de Nederlandse Bestseller 60 | Jaar van verschijnen | Datum van binnenkomst | Hoogste positie | Aantal weken | Opmerkingen                                                        |
| ----------------------------------------------------- | -------------------- | --------------------- | --------------- | ------------ | ------------------------------------------------------------------ |
| Vier wandelaars en een Siciliaan                      | 2022                 | 01-06-2022            | 8               | 14           | in samenwerking met Marion Pauw, Elle van Rijn en Femmetje de Wind |

## Filmografie
- Emily, of het geheim van Huis ten Bosch (televisiefilm, 1997), als Emily